# Comuna Ghindărești, Constanța
Ghindărești (în rusă Новенькое, transliterat: Novincoe) este o comună în județul Constanța, Dobrogea, România, formată numai din satul de reședință cu același nume. Aici trăiește o comunitate importantă de ruși-lipoveni.
Comuna se află în partea de nord-vest a județului Constanța, în amonte de orașul Hârșova, pe malul drept al fluviului Dunărea. Comuna se învecinează la nord cu comune Ciobanu, la sud cu teritoriul comunei Topalu, la vest cu fluviul Dunărea, la est cu teritoriul comunei Horia.

## Demografie
Componența etnică a comunei Ghindărești
     Ruși lipoveni (93,2%)
     Români (4,22%)
     Alte etnii (0%)
     Necunoscută (2,58%)
Componența confesională a comunei Ghindărești
     Creștini de rit vechi (94,52%)
     Ortodocși (2,46%)
     Alte religii (0,31%)
     Necunoscută (2,7%)
Conform recensământului efectuat în 2021, populația comunei Ghindărești se ridică la 2.557 de locuitori, în creștere față de recensământul anterior din 2011, când fuseseră înregistrați 1.973 de locuitori. Majoritatea locuitorilor sunt ruși lipoveni (93,2%), cu o minoritate de români (4,22%), iar pentru 2,58% nu se cunoaște apartenența etnică. Din punct de vedere confesional, majoritatea locuitorilor sunt creștini de rit vechi (94,52%), cu o minoritate de ortodocși (2,46%), iar pentru 2,7% nu se cunoaște apartenența confesională.

## Politică și administrație
Comuna Ghindărești este administrată de un primar și un consiliu local compus din 11 consilieri. Primarul, Mihai Vîlcu[*], de la Uniunea Salvați România, este în funcție din 1 noiembrie 2024. Începând cu alegerile locale din 2024, consiliul local are următoarea componență pe partide politice:
|  | Partid                                   | Consilieri | Componența Consiliului | Componența Consiliului | Componența Consiliului | Componența Consiliului |
|  | ---------------------------------------- | ---------- | ---------------------- | ---------------------- | ---------------------- | ---------------------- |
|  | Uniunea Salvați România                  | 4          |                        |                        |                        |                        |
|  | Partidul Național Liberal                | 3          |                        |                        |                        |                        |
|  | Comunitatea Rușilor Lipoveni din România | 2          |                        |                        |                        |                        |
|  | Partidul Social Democrat                 | 1          |                        |                        |                        |                        |
|  | Alianța pentru Unirea Românilor          | 1          |                        |                        |                        |                        |

În perioada 2008 - 2012, primarul comunei a fost Vasile Simion, între 2012-2016 primar a fost Adrian Vartolomei, iar din 2016 primar este din nou Vasile Simion.

## Personalități născute aici
- Ionel Melinte (n . 1996), rugbist.